# Stibadium ochoa
Stibadium ochoa là một loài bướm đêm trong họ Noctuidae.